# Mercedes Marín del Solar
Mercedes Marín Recabarren (Santiago, 11 de setembre de 1804 - Santiago, 21 de desembre de 1866), més coneguda com Mercedes Marín del Solar va ser una educadora i poetessa xilena. És considerada com una de les precursores de la literatura hispanoamericana al costat de Juana Manso, Rosario Orrego, Gertrudis Gómez d'Avellaneda, Julia López de Almeida, Clorinda Matto de Turner, Manuela Gorriti o Mercedes Cabell de Carboneda.

## Biografia
Filla de Luisa Recabarren i de l'integrant de la Primera Junta Nacional de Govern de Xile Gaspar Marín. Donats els avatars polítics de la Guerra de la Independència (la seva família estava compromesa amb les lluites per la independència de Xile) va ser criada i educada per la seva mare adoptiva, Mercedes Guerra. Gràcies a la posició social del seu pare, va créixer en un ambient d'intel·lectuals il·lustres com Andrés Bello, el poeta Ventura Blanco Encalada (germà de Manuel Blanco Encalada, qui seria el primer a ostentar el títol de President de Xile), entre d'altres, i obtindrà una educació privilegiada amb relació a la majoria de dones de la seva època. Als dotze anys, sota la direcció del seu pare, Gaspar Marín, i d'Agustín Vial, va començar a estudiar francès i italià, i a aprendre cant, piano, viola de mà i clavicèmbal. Mercedes Marín tenia un talent innat, i ja als catorze anys va l'escriure el seu primer poema, inspirat en els successos de la Independència de Xile.

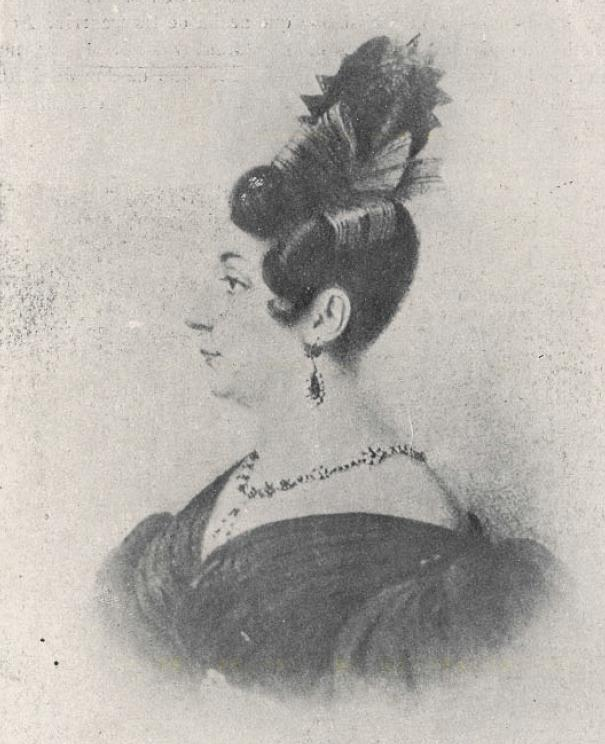
Mercedes Marín del Solar.

Quan van tornar els seus pares de l'exili Marín tenia 16 anys. A partir d'aquell moment va viure amb ells i va continuar amb la seva educació, tot i que de manera intermitent perquè llavors encara no existien instàncies per a l'educació femenina.
En 1830 es va casa amb José María del Solar, i va transformar la seva llar en un centre intel·lectual oferint-hi tertúlies literàries i artístiques.
El seu nom va començar a ser conegut en l'escena cultural de Santiago gràcies a les seves dues primeres publicacions: Inscripción grabada en la muralla del jardín de una casa de campo i Letrillas. No obstant això, no va ser fins al 1837, amb el seu Canto fúnebre a la memoria de don Diego Portales, inspirat en l'assassinat del ministre, que es va consagrar en les lletres xilenes. Aquesta elegia va causar una gran impressió entre els lectors, els quals van voler conèixer a l'autor que s'amagava darrere del pseudònim "Por una Dama Chilena".
La seva dedicació a l'escriptura no va ser constant; dona de la seva època en definitiva, va haver de privilegiar moltes vegades els seus deures de mare i esposa. La manca d'espai a Xile per a una dona escriptora la va anar desanimant, fins que va deixar de publicar i els seus versos van esdevenir, tal com ella mateixa va confessar, un luxe de la seva vida privada: "una dona literata en aquests països era una classe de fenomen estrany, i que un cultiu acurat de la intel·ligència exigia de mi fins a cert punt, el sacrifici de la meva felicitat personal".

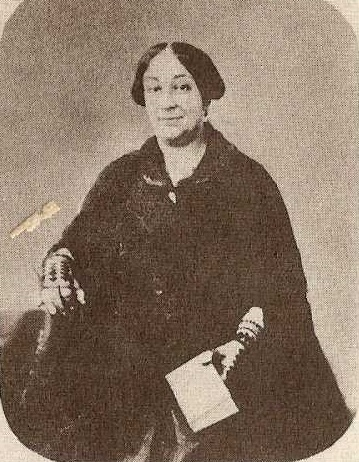
Mercedes Marín als anys 1850-1860.

Els seus últims anys els dedicarà a la instrucció de nenes a les escoles creades per la Societat d'Instrucció Primària, a l'activitat política (assolirà l'indult a la pena de mort per als derrotats de la Revolució de 1859) i la beneficència.
Mercedes Marín va morir a Santiago l'any 1866. El 1874, el seu fill Enrique de el Solar, va reunir la seva obra poètica en el llibre Poesias de la señora Doña Mercedes Marín de Solar.

## Obra

### Poesia
- Canto Fúnebre a la Muerte de Don Diego Portales (1837, poema signat amb el pseudònim "por una Dama Chilena")
- A la Muerte del Ilustre Sabio (dedicat a Andrés Bello)
- Canto a la Patria (1857)
- Al Retrato de mi Marido
- A mi Hija Carolina
- A mi Hija Luisa

### Escrits Polítics
- Plan de Estudios para una niña (1840)

## Homenatges
- La poetessa Rosario Orrego de Uribe li va dedicar el poema Con motivo de haber conseguido el indulto de varios reos condenados a muerte en 1859.[4]

- A Xile hi ha varis col·legis que duen el deu nom.[5]